# GAS Veroia
El Gymnastikos Athlītikos Syllogos Veroia (grec: Γυμναστικός Αθλητικός Σύλλογος Βέροια), també esmentat PAE Veria (Veria FC) o PAE Beroia, és un club esportiu grec de la ciutat de Véria.

## Història
El club va ser fundat el setembre de 1960 amb la fusió de dos clubs locals, Hermes i Vermion. A partir de 2012 el club competeix a la superlliga amb el nom GAS Veroia PAE.

## Evolució de l'uniforme
| 1960-61 | 1965-66 | 2000-01 | 2007-08 | 2008-09 | 2009-10 | 2010-11 |

| 2011-12 | 2012-13 | 2013-14 | 2014-15 | 2015-16 | 2016-17 |

## Palmarès
- Segona divisió grega:
  - 1966, 1970, 1977
- Tercera divisió grega:
  - 2005, 2010
- Quarta divisió grega:
  - 2003
- Copa de Grècia Amateur:
  - 2003
- Copa Imathia:
  - 2002, 2003

## Futbolistes destacats

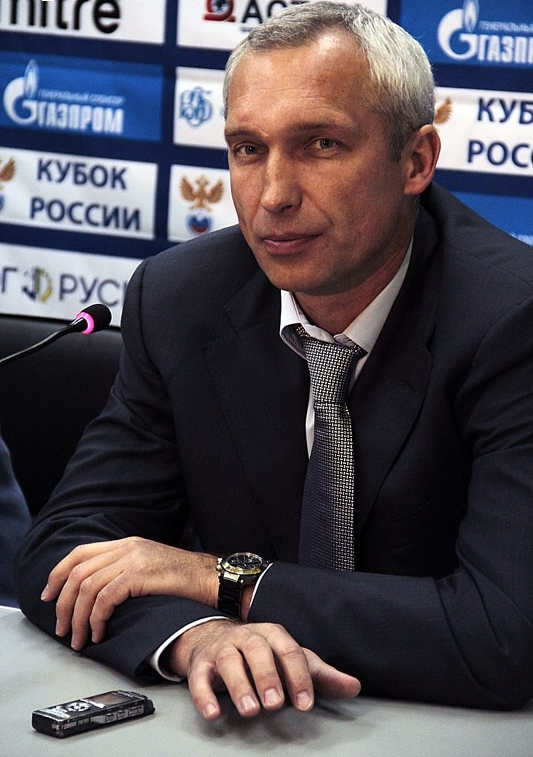
Oleh Protasov
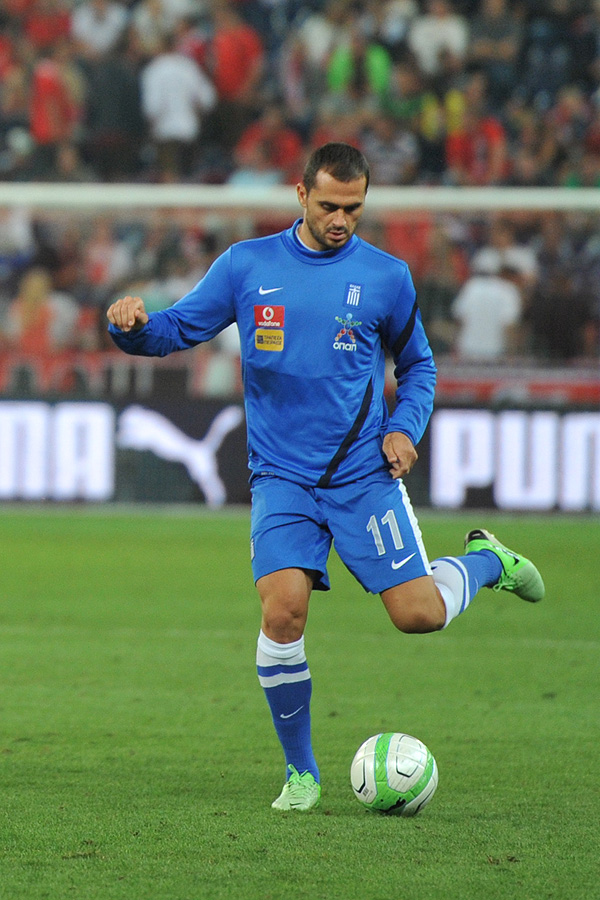
Loukas Vyntra
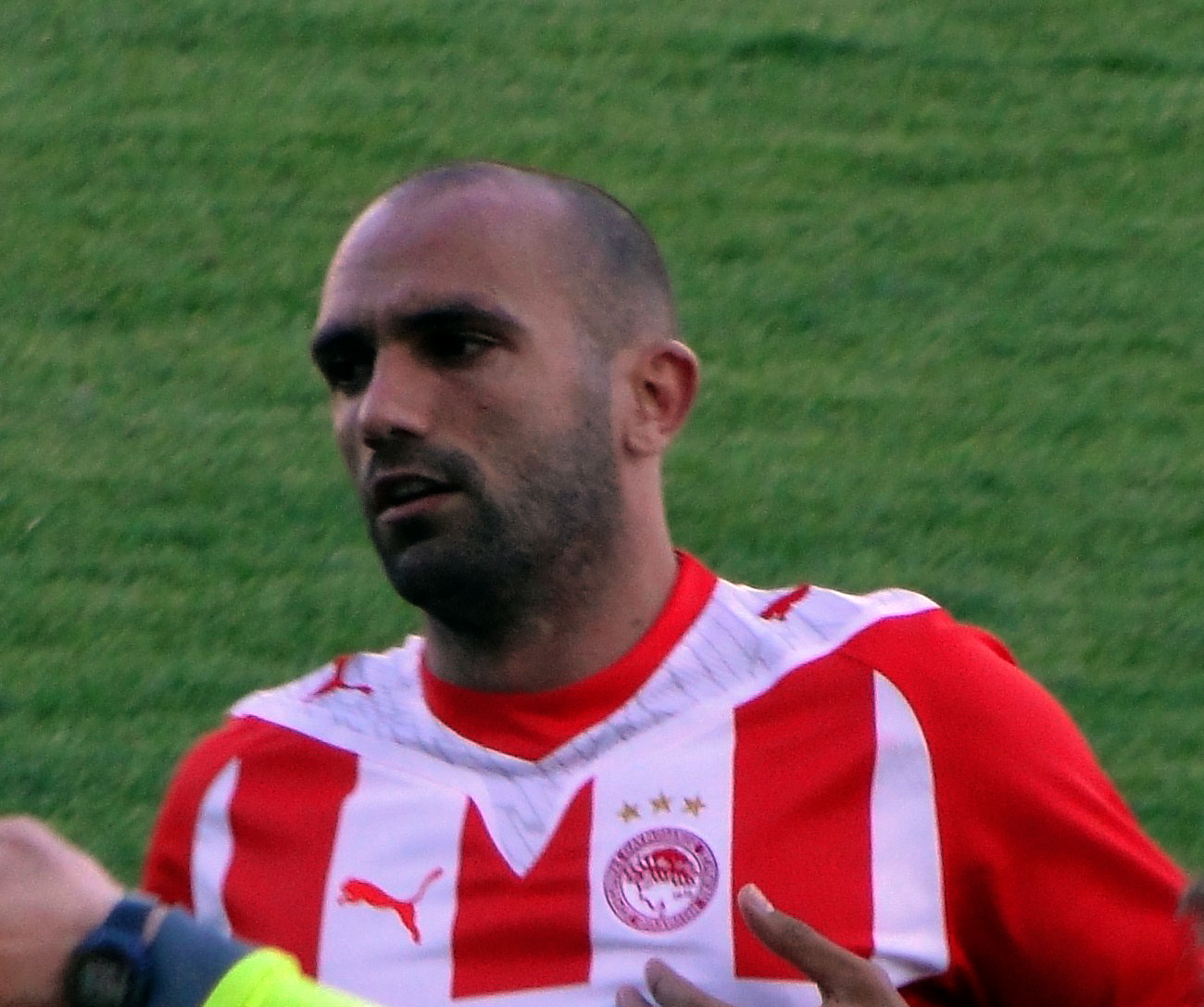
Raúl Bravo
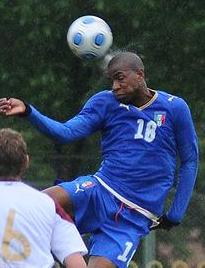
Nicolao Dumitru

## Seguidors

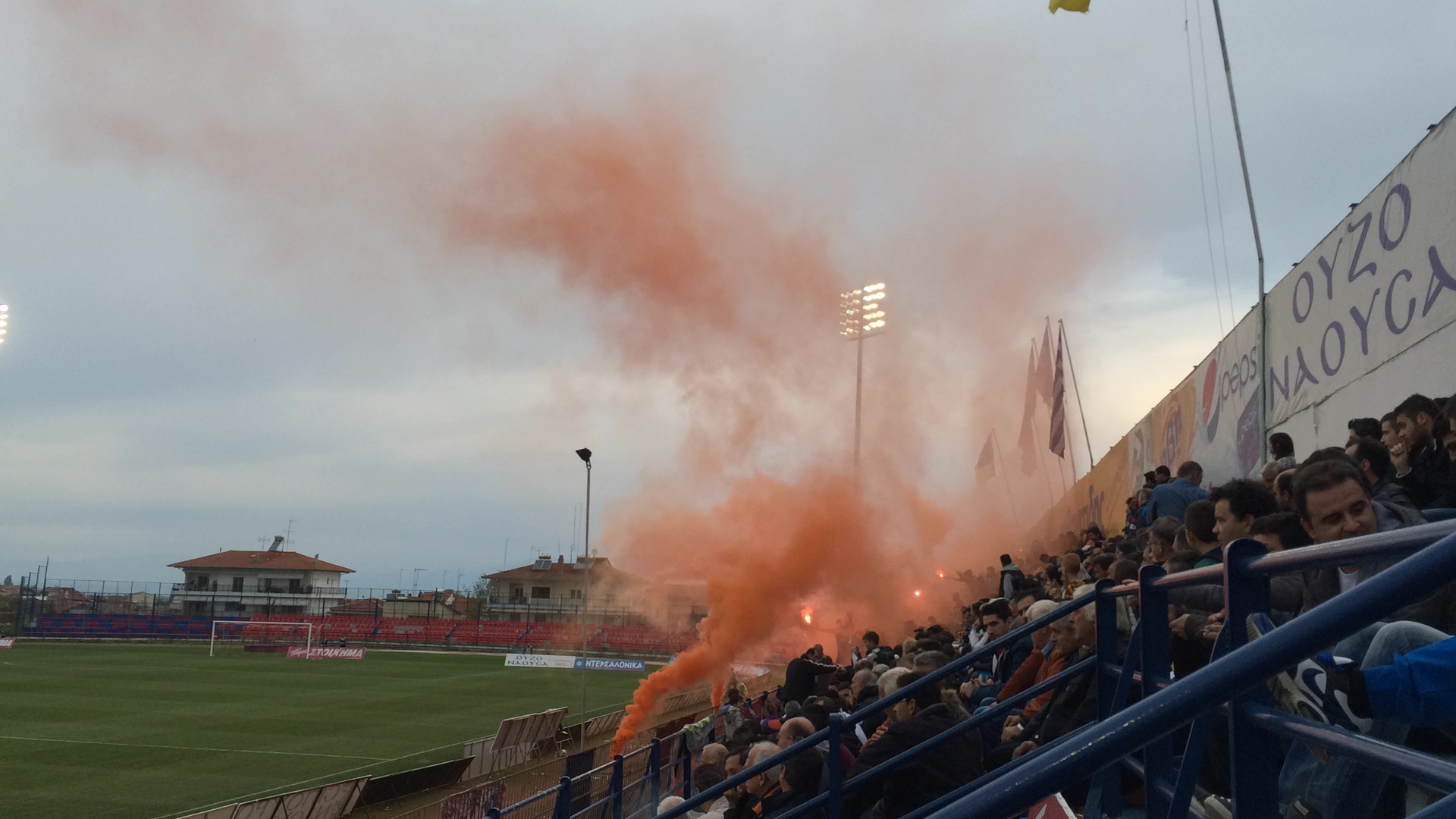
Seguidors